# دستراکتید
دستراکتید (به انگلیسی: Destructoid) وبگاهی است که در ابتدا به عنوان وبلاگی با تمرکز روی بازی‌های ویدئویی در مارس ۲۰۰۶ توسط ینیر گنزالز ساخته شد. این شرکت از زیرمجموعه‌های شبکه انتوسیاست گیمینگ است.
دستراکتید شامل شش قسمت اصلی است: صفحه اصلی که نویسندگان اخبار و نقدهای روزانه را ارسال می‌کنند، وبلاگ‌های جامعه، بخش ویدئو که تریلرها را به نمایش می‌گذارد، انجمن مخصوص گفتگو، بخش خرید و فروش که اعضای جامعه بازی‌ها را معامله می‌کنند، و بخش نبرد که کاربران در آن با یک‌دیگر رقابت می‌کنند.
دستراکتید برای چندین جایزه در خصوص پوشش بازی‌های ویدئویی، از جمله جایزه ویبی، نامزد شده است.